# Joe Jeanette
Joe Jeanette (* 26. August 1879 in North Bergen, New Jersey, USA, als Jeremiah Jennette; † 2. Juli 1958) war ein US-amerikanischer Boxer im Schwergewicht. 

## Karriere
Der Normalausleger absolvierte insgesamt über 100 Kämpfe. Er hatte eine Körpergröße von 1,78 Meter, was zur damaligen Zeit im Schwergewicht so ziemlich durchschnittlich war. 
Der robust gebaute Jeanette gab im Jahre 1904 sein Debüt. Er musste sich in seinen ersten vier Kämpfen geschlagen geben. 
Jeanette hatte eine fast 18-jährige Karriere. Er gehörte zu den besten Schwergewichtlern der damaligen Zeit (obwohl er nie Weltmeister wurde); weshalb er im Jahr 1997 in die International Boxing Hall of Fame in die Kategorie „Old Timers“ aufgenommen wurde. 